# The King: Eternal Monarch
The King: Eternal Monarch (hangeul : 더 킹: 영원의 군주 ; RR : Deo King: Yeongwonui Gunju) est une série télévisée sud-coréenne diffusée du 17 avril au 12 juin 2020 sur SBS, avec Lee Min-ho, Kim Go-eun et Woo Do-hwan dans les rôles principaux,.

## Synopsis
Lee Gon est un empereur moderne du Royaume de Corée, tente de franchir la barrière dans une réalité alternative où la République de Corée existe à la place du Royaume. Il rencontre le détective Jung Tae-eul, qu'il reconnaît grâce à une carte d'identité qu'il a obtenue au tournant de son enfance, l'assassinat de son père. Le demi-oncle de Lee Gon, Lee Lim, qui a assassiné le roi précédent, Lee Ho, se cache et rassemble des armées tout en traversant les deux mondes parallèles.

## Distribution

### Acteurs principaux
- Lee Min-ho : Lee Gon
- Kim Go-eun : Jung Tae-eul / Luna
- Woo Do-hwan : Jo Eun-seob / Jo-yeong
  - Jung Si-yul : Jo-yeong (jeune)
- Kim Kyung-nam : Kang Shin-jae
  - Moon Woo-jin : Shin-jae, jeune
- Jung Eun-chae : Goo Seo-ryung / Goo Eun-a
- Lee Jung-jin : Lee Lim

### Acteurs secondaires
- Kim Young-ok : Noh Ok-nam
- Jeon Bae-soo : Jung Do-in
- Seo Jeong-yeon : Song Jung-hye
  - Ko Eun-min : Song Jung-hye (jeune)
- Park Won-sang : Park Moon-sik
- Kim Yong-ji : Myeong Na-ri
- Kang Hong-seok : Jang Michael ou Jangmi
- Jeon Moo-song : Lee Jong-in / Prince Buyeong
- Lee Hae-young : Yoo Kyung-moo
- Hwang Young-hee : Min Hwa-yeon
- Park Ji-yeon : Park Ji-young

## Bande-originale
1. I Just Want To Stay With You  - Zion.T
2. Orbit - Hwasa (Mamamoo)
3. Gravity (연) - Kim Jong-wan (Nell)
4. Maze - Yongzoo
5. I Fall In Love - Ha Sung-woon (Hotshot)
6. Please Don't Cry - Davichi
7. You Can't Stop It From Blooming (꽃이 피는 걸 막을 순 없어요) - Sunwoo Jung-a
8. Dream - Paul Kim
9. Heart Break - Gaeko (Dynamic Duo) et Kim Na-young
10. My Day is Full of You (나의 하루는 다 너로 가득해) - Zico (Block B) et Wendy (Red Velvet)
11. My Love - Gummy
12. The Night When Everyone Is Asleep (모두 잠든 밤) - Hwang Chi-yeul
13. You're My End and My Beginning (너는 나의 시작이자 마지막이다) - Im Han-byeol et Kim Jae-hwan

## Diffusion
- SBS (2020)
- Netflix
- ABS-CBN (bientôt)